# Apostolska Depresja

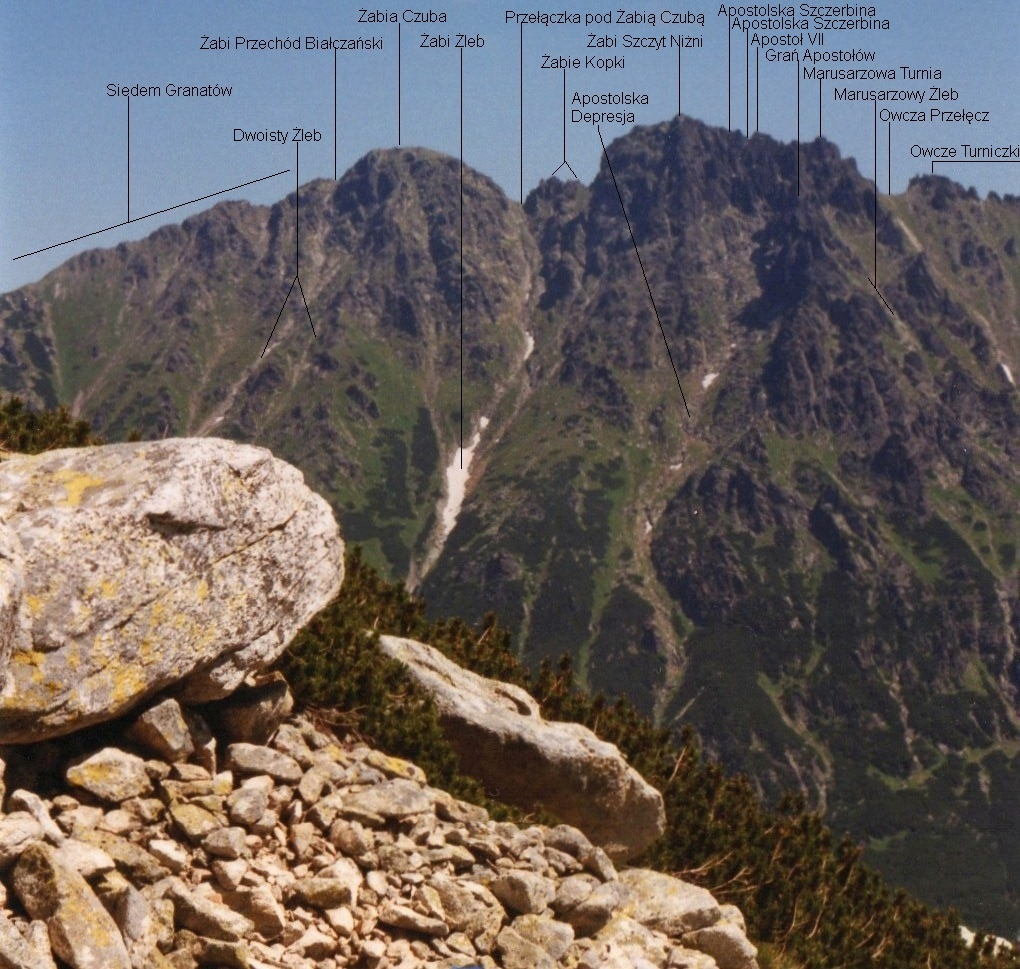
Widok z Doliny za Mnichem

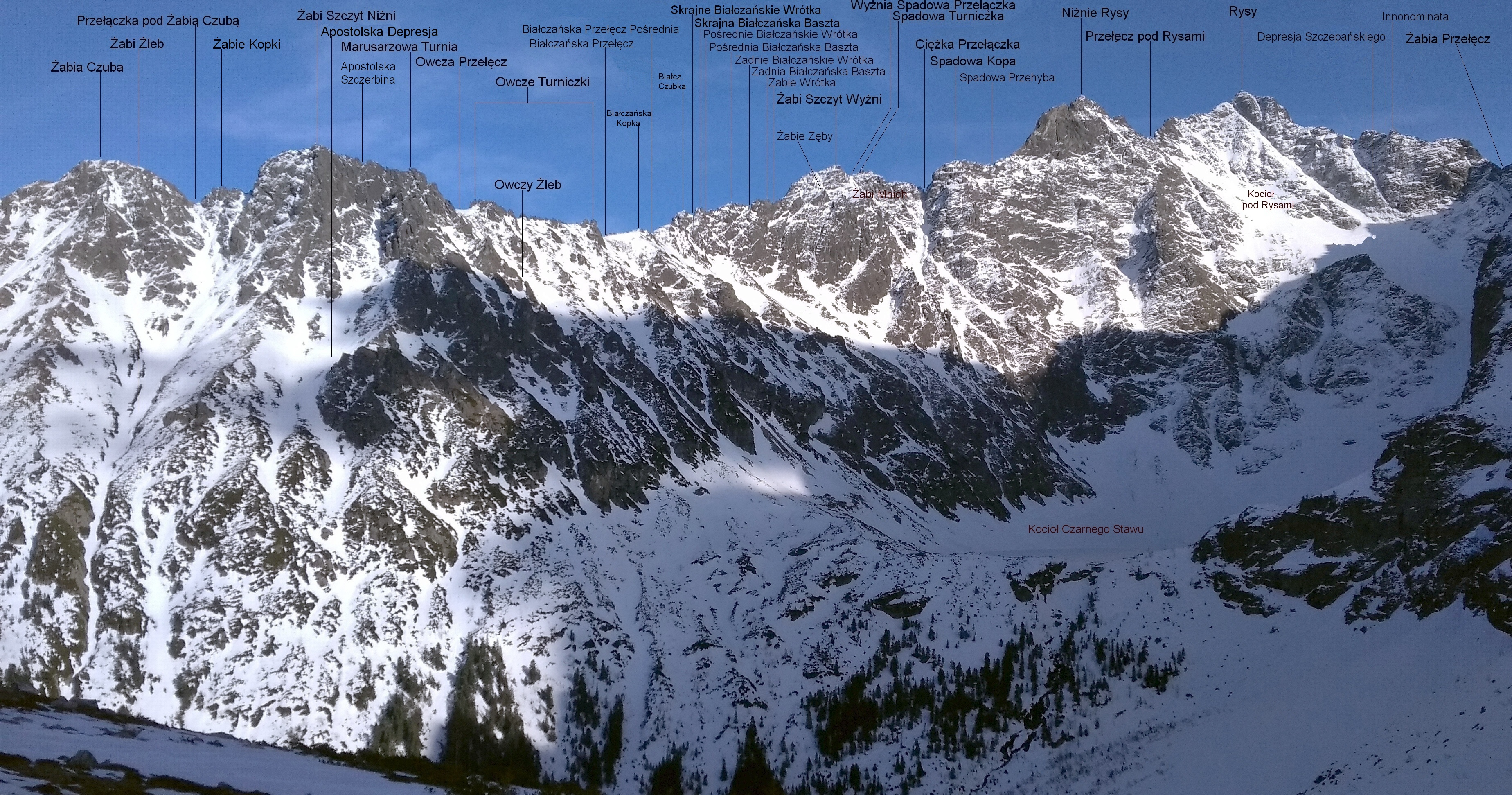
Opisana Apostolska Depresja w lewej części zdjęcia

Apostolska Depresja (niem. Apostelvertiefung, słow. Apoštolská depresia, węg. Apostoli-bemélyedés) – w górnej części depresja, w dolnej żleb na zachodnich stokach Żabiej Grani w polskich Tatrach Wysokich.
Prawe (patrząc od dołu) ograniczenie Apostolskiej depresji tworzy Grań Apostołów, północno-zachodnia grań Apostoła II i jej dolne, porośnięte kosodrzewiną przedłużenie opadające aż nad brzeg Morskiego Oka. Ograniczenie lewe tworzy zachodni filar Żabiego Szczytu Niżniego zwany Filarem Świerza i jego kosodrzewinowo-trawiaste przedłużenie. Górna część Apostolskiej Depresji ciągnie się od wierzchołka Żabiego Szczytu Niżniego (2098 m) po Apostoła VII (2080 m). Po izohipsę około 1800 m składa się ze stromych ścian, płyt i trawiastych urwisk. Środkowa część to szeroki żleb. Jest głównie trawiasty, w niektórych tylko miejscach skalisty. Mniej więcej w środkowej części pojawia się w nim wypukłość (czym niżej tym bardziej wyraźna) dzieląca go na dwie gałęzie. Gałąź prawa (patrząc od dołu) w górnej części jest trawiasta. Na wysokości około 1650 m jest w niej płytowy, gładki próg o wysokości 70 m. Poniżej progu opada wśród gąszczu kosodrzewiny płytkie, wąskie i kamieniste koryto z kilkoma progami. Najwyższy z nich ma wysokość około 15 m. Najniższa część żlebu uchodzi w kosodrzewinie na wschodnim brzegu Morskiego Oka, około 100 m na południe od jego największej zatoczki. Lewa gałąź żlebu to trawiasta, wąska rynna. Czym niżej, tym jest płytsza i na wysokości około 1620 m zupełnie zanika w gąszczu kosodrzewiny.
Od brzegu Morskiego Oka przez Apostolską Depresję na Apostolską Szczerbinę prowadzi taternicka droga wspinaczkowa (od 0 do II w skali tatrzańskiej, czas przejścia 2 godz.). Od 1979 roku jednak Grań Apostołów znajduje się w zamkniętym dla turystów i taterników obszarze ochrony ścisłej Tatrzańskiego Parku Narodowego i TANAP-u. Na zachodnich (polskich) zboczach Żabiej Grani taternictwo można uprawiać na południe od Białczańskiej Przełęczy.
Autorem nazwy tej wklęsłej formacji skalnej jest Władysław Cywiński.